# Marchiz de Saluzzo

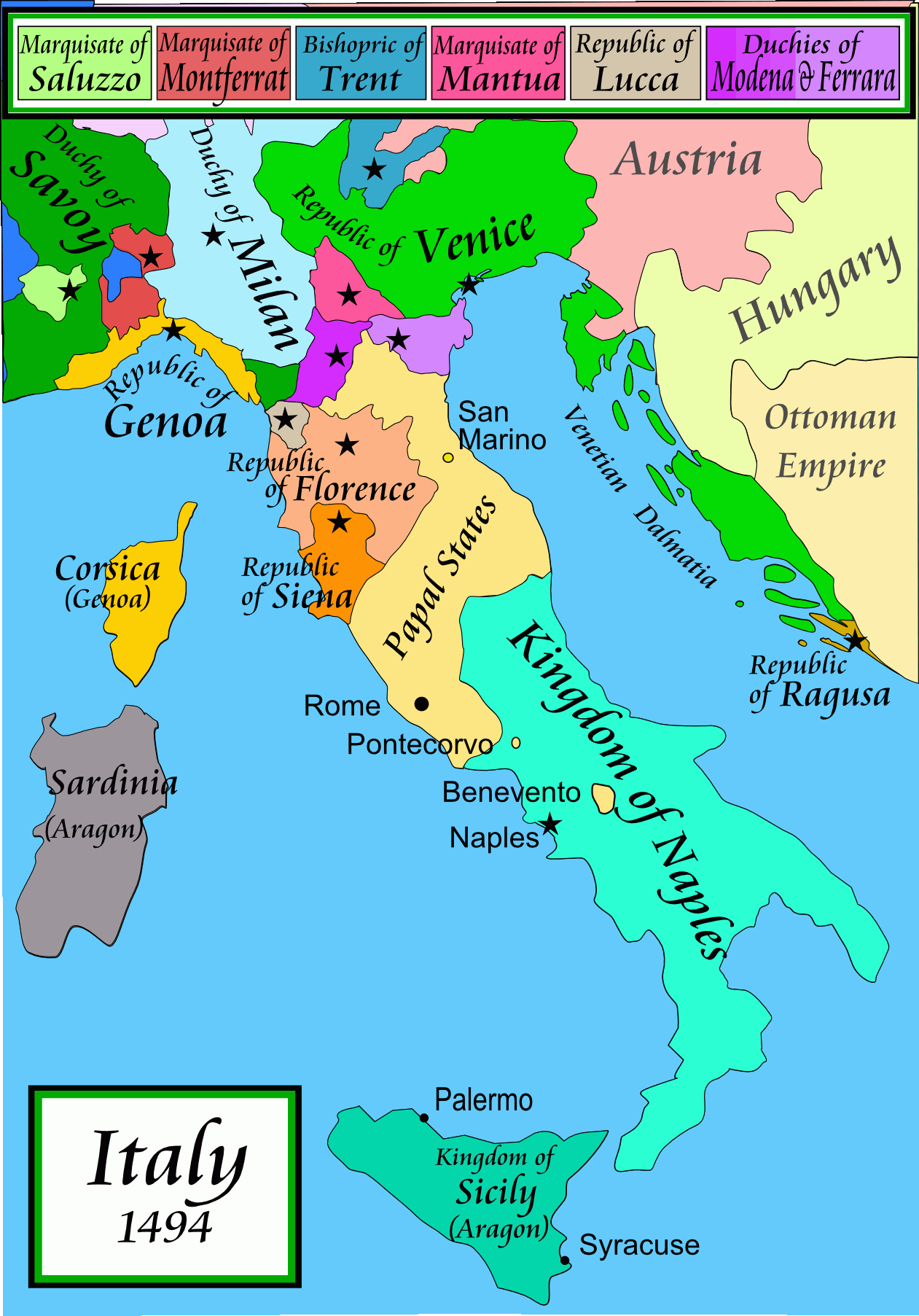
Marchizatul de Saluzzo (cu verde deschis) în Italia la sfârșitul sec. al XVI-lea.

Marchizatul de Saluzzo a fost un stat istoric italian care includea părți ale provinciilor Cuneo și Torino. Marchizii (sau margravii) de Saluzzo au fost conducătorii medievali feudal ai orașului Saluzzo (Piemont) și a împrejurimilor între anii 1175 și 1549. La origine conți, familia a primit ca feudum orașul de la marchizul de Torino, În 1175 a primit statutul de marchizat de la Împăratul Frederick I. În 1549, a fost anexat de Franța în timpul Războaielor italiene. 
- Manfred I (1125–1175)
- Manfred II (1175–1215)
- Manfred III (1215–1244)
- Thomas I (1244–1296)
- Manfred IV (1296–1330)
  - Manfred V, în război civil cu fratele său până în 1332
  - Frederick I, în război civil cu fratele său până în 1332
- Frederick I (1332–1336)
- Thomas II (1336–1357)
- Frederick II (1357–1396)
- Thomas III (1396–1416)
- Ludovico I (1416–1475)
- Ludovico II (1475–1504)
- Michele Antonio (1504–1528)
- Gian Ludovico (1528–1529, d.1563), deposedat
- Francesco Ludovico I (1529–1537)
- Gian Gabriele (1537–1548)